# Плещеев, Алексей Романович
Алексе́й Рома́нович Плеще́ев (ум. в 1606, Ливны) — владимирский помещик, воевода, окольничий, член Думы при Лжедимитрии I в 1605 году.

## Биография
Единственный сын Романа Григорьевича Кривошейки (Плещеева).
В 1586 году был митрополичьим боярином и встречал приехавшего в Москву «за милостыней» Антиохийского патриарха Иоакима V в южных дверях Успенского собора, куда тот шёл для свидания с митрополитом.
В 1588 году князь Василий Иванович Гвоздев затеял местнический спор с князем И. Н. Одоевским. Царь Фёдор Иоаннович без суда приказал князя Гвоздева бить батогами, а затем выдать головой князю Одоевскому. Вместо князя Гвоздева у стола велено было быть Алексею Романовичу Плещееву, но он был челом царю на князя Гвоздева. В этот и другой раз князь В. И. Гвоздев-Ростовский был выдан головой Ивану Дмитриевичу Плещееву, «а сказка ему была, что мочно, тебе, князь Василью, менши быть меншаго Иванова племянника Алексея Романова сына Плещеева».
В 1589 и 1592 годах «смотрел в кривой стол» во время приёма иностранных послов.
Упоминается четвёртым рындой в свите у царя Фёдора Ивановича в 1590 году во время Шведского похода.
В 1598 году — стольник. Его подпись находится под соборным определением об избрании в цари Бориса Годунова, затем упомянут есаулом в царскском походе к Серпухову против Газы Герая.
В следующем году, во время визита в Москву королевича Густава, на обеде у царя Бориса Годунова, Плещеев «сидел у ествы у королевича».
В 1600 году он был воеводой в Михайлове, в 1601 году — в Шацке, в 1602 — в Воронеже, в 1603 — в Пронске, откуда водил сторожевой полк в Орёл с князем Иваном Ивановичем Курлетевым, в 1604 — воевода в Новгороде-Северском.
В 1605 году назначен окольничим и членом думы при Лжедимитрии I.
Назначен воеводой в Ливны в 1606 году, где был убит «от вора Петрушки».